# Meeting International Djibouti 2023
Das Meeting International Djibouti 2023 war eine Leichtathletik-Veranstaltung, die am 17. März 2023 im Stade National El Hadj Hassan Gouled Aptidon in Dschibuti stattfand. Sie war Teil der World Athletics Continental Tour und war das zweite Silber-Meeting des Jahres.

## Resultate

### Männer

#### 200 m
| Platz | Athlet                | Land | Zeit (s) |
| ----- | --------------------- | ---- | -------- |
| 1     | Lamine Diallo         | SEN  | 21,51    |
| 2     | Harbi Guirreh Sougueh | DJI  | 23,75    |
| 3     | Hamze Ali Hassan      | DJI  | 23,87    |

Wind: 0,0 m/s

#### 400 m
| Platz | Athlet                    | Land | Zeit (s) |
| ----- | ------------------------- | ---- | -------- |
| 1     | Cheikh Tidiane Diouf      | SEN  | 46,64    |
| 2     | Aboubakar Tetndap Nsangou | CMR  | 47,66    |
| 3     | Fathi Moussa Robleh       | DJI  | 49,62    |
| 4     | Ahmed Osleyeh Gueldon     | DJI  | 50,51    |
| 5     | Hassan Sougueh Abdillahi  | DJI  | 52,48    |
| 6     | Idriss Danfeh Hassan      | DJI  | 53,42    |
| 7     | Abdourazak Hassan         | DJI  | 53,67    |

#### 800 m
| Platz | Athlet                | Land | Zeit (min) |
| ----- | --------------------- | ---- | ---------- |
| 1     | Efrem Mekonnen        | ETH  | 1:47,09    |
| 2     | Tom Dradiga           | UGA  | 1:47,23    |
| 3     | Éric Nzikwinkunda     | BDI  | 1:47,32    |
| 4     | Abdo-Razak Hassan     | DJI  | 1:49,50    |
| 5     | Heithem Chenitef      | ALG  | 1:49,57    |
| 6     | Ibrahim Abdirahman    | DJI  | 1:50,82    |
| 7     | Nabil Mahdi           | DJI  | 1:52,61    |
| 8     | Mohamed Idriss Hassan | DJI  | 1:52,66    |
|       | Omar Ayanleh Rayaleh  | DJI  | DNF        |

#### 1500 m
| Platz       | Athlet                     | Land    | Zeit (min) |
| ----------- | -------------------------- | ------- | ---------- |
| 1           | Abdulkarim Teki Abdurahman | ETH     | 3:40,16    |
| 2           | Ali Idow Hassan            | SOM     | 3:41,46 PB |
| 3           | Aden Moussa Absieh         | DJI     | 3:42,15    |
| 4           | Ayanleh Abdi Abdillahi     | DJI     | 3:42,16    |
| 5           | Ahmed Daher                | DJI     | 3:43,03    |
| 6           | Mekonen Aemero Yele        | ETH     | 3:43,58    |
| 7           | Hosea Kiprop               | UGA     | 3:45,14    |
| 8           | Yach Majok Koon Wol        | SSD     | 3:46,69    |
| 9           | Hassan Idleh Diraneh       | DJI     | 3:50,11    |
| 10          | Ibrahim Liban              | DJI     | 3:57,26    |
| 11          | Eleyeh Abdi                | DJI     | 4:05,61    |
| 12          | Houssein Awaleh            | DJI     | 4:06,99    |
| 13          | Ibrahim Abdillahi Omar     | DJI     | 4:08,90    |
|             | Abdo-Razak Hassan          | DJI     | 3:50,11    |
| Mahdi Egueh | DJI                        | 3:50,11 |            |

#### 5000 m
| Platz          | Athlet                 | Land | Zeit (min) |
| -------------- | ---------------------- | ---- | ---------- |
| 1              | Mohamed Ismail Ibrahim | DJI  | 13:29,71   |
| 2              | Zenebe Ayele Tadesse   | ETH  | 13:30,52   |
| 3              | Abdi Waiss             | DJI  | 13:31,45   |
| 4              | Yves Nimubona          | RWA  | 13:35,14   |
| 5              | Houssein Sougueh       | DJI  | 13:35,62   |
| 6              | Naman Simotwo Kipyeko  | UGA  | 13:55,59   |
| 7              | Abdifatah Mohamed Nour | BFA  | 14:29,58   |
| 8              | Abeich Wol Akoon       | SSD  | 14:40,31   |
| 9              | Sahal Mohamed Nour     | DJI  | 14:40,95   |
| 10             | Robleh Meraneh         | DJI  | 14:51,01   |
| 11             | Samatar Yonis Hassan   | DJI  | 14:53,04   |
| 12             | Houssein Ali           | DJI  | 15:19,89   |
|                | Youssouf Hiss Bachir   | DJI  | DNF        |
| Ismail Loukman | DJI                    | DNF  |            |
| Ketema Behailu | ETH                    | DNF  |            |

#### 10.000 m
| Platz | Athlet                       | Land | Zeit (min) |
| ----- | ---------------------------- | ---- | ---------- |
| 1     | Moumin Bouh Guelleh          | DJI  | 28:59,54   |
| 2     | Abdikani Mohamed Hamid       | BHR  | 29:00,19   |
| 3     | Felix Kibet                  | KEN  | 29:04,80   |
| 4     | Aden Waberi Darar            | DJI  | 29:17,14   |
| 5     | Fuad Said Ali                | SOM  | 29:57,84   |
| 6     | Kadar Abib Ainan             | DJI  | 30:01,05   |
| 7     | Melese Kasahun               | ETH  | 30:50,30   |
| 8     | Safaldeen Gabar Mohamed Kafi | SUD  | 34:24,17   |
| 9     | Mabiala Evariste Ngoma       | COD  | 35:38,46   |
|       | Muhyadin Ismail              | SOM  | DNF        |

#### Weitsprung
| Platz | Athlet         | Land | Weite (m) |
| ----- | -------------- | ---- | --------- |
| 1     | Lansana Marico | SEN  | 6,80      |

### Frauen

#### 400 m
| Platz | Athletin                | Land | Zeit (s) |
| ----- | ----------------------- | ---- | -------- |
| 1     | Loula Mahamoud Ali      | DJI  | 60,40    |
| 2     | Roun Abdillahi Youssouf | DJI  | 60,69    |

#### 800 m
| Platz                  | Athletin                 | Land | Zeit (min) |
| ---------------------- | ------------------------ | ---- | ---------- |
| 1                      | Abdillahi Ladieh Fathia  | DJI  | 2:10,01    |
| 2                      | Dayibo Mahamoud Farah    | DJI  | 2:13,38    |
| 3                      | Adèle Mafogang           | CMR  | 2:14,19    |
| 4                      | Neima Youssouf Abdillahi | DJI  | 2:19,97    |
| 5                      | Saphietou Diouf          | SEN  | 2:24,71    |
| 6                      | Mako Hassan Aden         | DJI  | 2:30,11    |
|                        | Sabad Elmi Gabobeh       | DJI  | DNF        |
| Mohamed Moussa Maleiko | DJI                      | DNF  |            |

#### 1500 m
| Platz | Athletin             | Land | Zeit (min) |
| ----- | -------------------- | ---- | ---------- |
| 1     | Netsanet Desta       | ETH  | 4:08,58    |
| 2     | Firezewid Tesfaye    | ETH  | 4:09,43    |
| 3     | Souhra Ali Mohamed   | DJI  | 4:12,53 NR |
| 4     | Ezmeline Amanizabayo | RWA  | 4:27,81    |
| 5     | Kadra Mohamed Dembil | DJI  | 4:32,65    |
| 6     | Kafia Sougueh Aden   | DJI  | 4:59,30    |

#### 5000 m
| Platz | Athletin           | Land | Zeit (min) |
| ----- | ------------------ | ---- | ---------- |
| 1     | Bere Ayalew        | ETH  | 16:15,30   |
| 2     | Adane Anmaw        | ETH  | 16:18,66   |
| 3     | Samia Hassan       | DJI  | 16:20,31   |
| 4     | Kedida Keno Eshetu | RWA  | 17:00,14   |
|       | Habon Ahmed        | DJI  | DNF        |